# N54 road (Irlanda)
La N54 es una carretera secundaria nacional en la República de Irlanda que conecta las ciudades de Monaghan y Cavan, cruzando la frontera entre la República de Irlanda y el Reino Unido varias veces. Está en tres secciones, separadas por dos secciones en Irlanda del Norte clasificadas como partes de la A3.

## Ruta
La N54 comienza en un cruce con la N2 cerca de Monaghan y corre hacia el oeste a través de Clones hasta llegar al límite del condado de Fermanagh en Irlanda del Norte. Desde aquí, atraviesa Drummully (también conocida como la isla de Coleman), una parte casi separada del condado de Monaghan en la República, conectada solo con el resto del país por unos pocos metros. En 12 kilómetros (7,5 mi), la carretera principal entre Clones y Cavan cruza la frontera cuatro veces. Hay varias carreteras secundarias secundarias al sur de la carretera que también cruzan la frontera. Los límites de velocidad varían entre 80 km/h (50 mph) en la República y 60 millas por hora (96,6 km/h) en Irlanda del Norte. La sección central entre dos secciones de la A3 de Irlanda del Norte tiene solo 3,5 kilómetros (2,2 mi) de largo. La N54 termina en la N3 en Butler's Bridge, condado de Cavan, al norte de la ciudad de Cavan.

## Historia
Durante el conflicto norirlandés (The Troubles) en las décadas de 1970 y 1980, muchas carreteras locales que conducían al condado de Monaghan en la República se cerraron bloqueando con hormigón o siendo voladas por el ejército británico. La N54/A3 quedó abierta como «Carretera de Concesión».

## Política
Como resultado del Brexit, en el que el Reino Unido votó a favor de abandonar la Unión Europea (UE) y convertir la frontera en una frontera exterior de la UE, la UE identificó quince lugares en los que potencialmente podrían realizarse controles aduaneros o de vehículos. Dos de estos están en la N54, uno entre Smithborough y Clones, el otro entre Clones y Butlers Bridge (donde la N54 se encuentra con la N3).
Debido a que la sección central de la N54 en Drummully es inaccesible sin conducir por Irlanda del Norte, la Gardaí y el Servicio de Policía de Irlanda del Norte no pueden acceder a ella. Como consecuencia, se utiliza regularmente como un tiradero ilegal de basura, con montones de basura amontonados junto a la bordura. Como se ve en otras partes de la frontera, hay tiendas de fuegos artificiales justo al otro lado de la frontera en la A3, que son legales para vender sin permiso en Irlanda del Norte, pero ilegales en la República.